# Wyalusing (Pennsylvania)
Wyalusing  è una borough degli Stati Uniti d'America, nella contea di Bradford nello Stato della Pennsylvania. Secondo il censimento del 2000 la popolazione è di 564 abitanti.

## Società

### Evoluzione demografica
La composizione etnica vede una maggioranza di quella bianca (98,40%), seguita dai nativi americani (0,89%) dati del 2000.
| borough di Wyalusing Popolazione |     |
| 2000                             | 564 |
| Stima al 2009                    | 531 |